# Heldrungen
Heldrungen – dzielnica miasta An der Schmücke w Niemczech, w kraju związkowym Turyngia, w powiecie Kyffhäuser. Do 31 grudnia 2018 miasto będące siedzibą wspólnoty administracyjnej An der Schmücke.

## Współpraca
Miejscowości partnerskie:
- Karlsbad, Badenia-Wirtembergia
- Wolfhagen, Hesja (kontakty utrzymuje ewangelicka gmina kościelna}